# Nejlepší trenér (KHL)
Nejlepší trenér je ocenění pro nejlepšího trenéra východoevropské ligy KHL. Mezi roky 2001 a 2008 bylo ocenění udělováno i v ruské Superlize.

## Držitelé
| Sezóna Andrej Razin         | Trenér                 | Tým                    |
| --------------------------- | ---------------------- | ---------------------- |
| 2024/2025                   |                        |                        |
| 2023/2024                   | Andrej Razin           | Metallurg Magnitogorsk |
| 2022/2023                   | Sergej Fjodorov        | CSKA Moskva            |
| 2021/2022                   | Sergej Fjodorov        | CSKA Moskva            |
| 2020/2021                   | Bob Hartley            | Avangard Omsk          |
| 2019/2020                   | cena nebyla udělena    | cena nebyla udělena    |
| 2018/2019                   | Igor Nikitin           | CSKA Moskva            |
| 2017/2018                   | Zinetula Biljaletdinov | Ak Bars Kazaň          |
| 2016/2017                   | Oļegs Znaroks          | SKA Petrohrad          |
| 2015/2016                   | Dmitrij Kvartalnov     | CSKA Moskva            |
| 2014/2015                   | Vjačeslav Bykov        | SKA Petrohrad          |
| 2013/2014                   | Mike Keenan            | Metallurg Magnitogorsk |
| 2012/2013                   | Oļegs Znaroks          | OHK Dynamo Moskva      |
| 2011/2012                   | Oļegs Znaroks          | OHK Dynamo Moskva      |
| 2010/2011                   | Miloš Říha             | Atlant Mytišči         |
| 2009/2010                   | Oļegs Znaroks          | HK MVD Balašicha       |
| 2008/2009                   | Zinetula Biljaletdinov | Ak Bars Kazaň          |
| Zdroj na eliteprospects.com |                        |                        |